# Hypsiphanta minax
Hypsiphanta minax är en insektsart som beskrevs av Jacobi 1928. Hypsiphanta minax ingår i släktet Hypsiphanta och familjen Flatidae. Inga underarter finns listade i Catalogue of Life.